# Padre padrone (film)
Padre padrone è un film del 1977 scritto e diretto da Paolo e Vittorio Taviani, liberamente tratto dall'omonimo romanzo autobiografico di Gavino Ledda. La vicenda, ambientata in Sardegna, segue il riscatto d'un giovane pastore dal dispotico capofamiglia che, per necessità, lo strappò alla scuola da bambino lasciandolo analfabeta sino all'età di vent'anni.
Considerato il capolavoro dei fratelli Taviani e una delle opere più rappresentative del cinema italiano degli anni settanta, grazie anche al realismo delle immagini e al notevole uso del suono. È una pellicola d'ispirazione poetica e di considerevole impatto visivo.
Inizialmente concepito come sceneggiato tv, venne presentato al 30º Festival di Cannes dove si aggiudicò la Palma d'oro e il premio della critica internazionale FIPRESCI. Proiettato in Italia il 2 settembre del '77, fu il film spartiacque nella carriera dei Taviani e il loro maggior successo a livello internazionale, è stato in seguito inserito nella lista dei 100 film italiani da salvare. Apprezzata anche la recitazione dei protagonisti, Saverio Marconi nella parte di Gavino Ledda e soprattutto Omero Antonutti in quella del padre, interpretata con grande intensità drammatica. Ben accolta anche Marcella Michelangeli, nel ruolo della madre di Gavino.
Nonostante l'ottimo esito e i commenti entusiasti, alla sua distribuzione Padre padrone ricevette critiche fortemente negative da molti sardi, che si lamentarono per la cattiva rappresentazione della loro terra madre.
Un docufilm intitolato Dalla quercia alla palma. I 40 anni di Padre padrone scritto e diretto da Sergio Naitza è stato presentato nel novembre 2017 in anteprima alla Festa del Cinema di Roma. «L'idea è quella di rivisitare un film che ha segnato un momento importante del cinema nazionale e internazionale e che per anni ha lasciato un riverbero di polemiche in Sardegna» spiega Naitza.

## Trama
Sardegna, anni quaranta. Un mattino di novembre, il pastore Efisio Ledda irrompe nella scuola elementare frequentata dal figlio Gavino, lo preleva dalla classe e lo costringe così ad abbandonare l'istruzione per metterlo di conseguenza a governare il gregge nei pascoli di Baddevrùstana, in modo che possa contribuire al sostentamento della famiglia. Il padre gli insegna tutto quello che c'è da sapere sulla pastorizia, anche con metodi rudi e barbari. Gavino cresce nel pieno isolamento dalla civiltà e dai contatti umani e l'estrema solitudine lo conduce ad avere rapporti carnali con gli animali.
Rimasto analfabeta e con la sola conoscenza della lingua sarda, a vent'anni apprende l'arte della musica grazie a una fisarmonica cedutagli da due passanti, barattata con due agnelli: è l'unica evasione e sfogo creativo che può permettersi. L'improvvisa morte di un conoscente fa sì che Gavino e la famiglia entrino in possesso del suo prezioso oliveto, ma quando una gelata lo distrugge Gavino decide di emigrare in Germania. Per ferma decisione del patriarca, avviene invece il suo reclutamento nell'esercito che gli permette però di fuggire dall'oppressione e di staccarsi dal rapporto di pseudo-schiavitù che lo lega al genitore. Dopo un inizio difficoltoso in cui sente la mancanza della sua terra, riceve l'aiuto di un commilitone ed impara a leggere e a scrivere, diviene radio montatore e si appassiona di glottologia. Ottenuta la licenza liceale e congedatosi, rientra in patria dove avviene l'inevitabile scontro, anche fisico, con il padre, che avrebbe voluto continuare a sfruttarlo per il lavoro nei campi; Gavino ne esce vincitore, sceglie di riprendersi in mano l'esistenza e di voltare definitivamente le spalle alla sua vecchia vita. Abbandona quindi l'abitazione e torna in continente deciso a seguitare gli studi e a laurearsi.

## Produzione
(I Taviani in un'intervista per l'Unità, rispondendo su cosa li avesse spinti a realizzare Padre padrone)
Verso la metà degli anni '70 i fratelli Taviani lessero un articolo di giornale relativo a un pastore che aveva vissuto in isolamento tra le colline della Sardegna fino a 20 anni per poi emanciparsi, diventare professore di linguistica e autore di un'autobiografia. Rimasero entrambi colpiti dal personaggio e dalla sua vicissitudine, tanto che cominciarono a dedicarsi al progetto ancor prima dell'uscita del romanzo: «Cominciammo a lavorarci. Poi abbiamo letto il romanzo, che ci è apparso come una grande inchiesta che Gavino Ledda aveva fatto per noi. Il libro è molto bello e noi lo abbiamo amato, ma abbiamo anche capito che era un materiale che bisognava scomporre, per adattarlo alle nostre esigenze. Questo per dire che il rapporto con la pagina scritta può nascere e articolarsi nelle maniere più diverse e impensate.»

Gian Maria Volonté in Un uomo da bruciare.

Nel settembre del '76 si era già sparsa la notizia dell'imminente partecipazione al progetto da parte di Gian Maria Volonté, che aveva già lavorato precedentemente con i Taviani, a cui sarebbe stato destinato il ruolo del pastore Efisio, ma per motivi non molto chiari (attraversava un "periodo difficile", dichiararono i registi) la collaborazione s'interruppe. Disse a proposito Vittorio Taviani: «Volonté per noi è uno dei grandi artisti del secolo cinematografico... ma era anche un personaggio distruttivo e autodistruttivo. Doveva essere lui il "padre padrone" del nostro film. Ci eravamo lasciati a Malta, dove lui era in vacanza, col copione pronto venti giorni prima di incominciare. Poi, improvvisamente, ha incominciato a negarsi, sempre. Tornato a Roma aveva avuto il sospetto che noi amassimo più Gavino di lui.» I Taviani scritturarono allora Omero Antonutti, che notarono durante uno spettacolo serale nella capitale mentre interpretava Cassio nel Giulio Cesare di Shakespeare: «Non sapevo niente del cinema perché facevo molto teatro... loro avevano notato questa mia irruenza, forza interpretativa e mi proposero questa parte, terribile, di "padre padrone"». Antonutti non conobbe mai il vero "padre padrone", che in realtà si chiamava Abramo Ledda, e proprio per divieto dei Taviani: «Volevano che io il personaggio me lo inventassi e se l'avessi visto in carne e ossa avrei rischiato di imitarne inconsapevolmente i tratti caratteriali. Ma i registi mi chiedevano altro: immaginavano un tipo sopra le righe, un po' poetico...» Ancora oggi Antonutti manifesta apertamente la sua gratitudine verso i due registi, che considera i suoi maestri, coloro che l'hanno "scoperto" e che gli "hanno insegnato l'alfabeto del cinema".
Anche il giovane Saverio Marconi (scelto per il ruolo di Gavino adulto) venne notato durante un'esibizione a teatro, durante lo spettacolo di Sogno di una notte di mezza estate, commedia sempre di Shakespeare; i registi lo scelsero e, solo una volta superato il provino, l'attore si dedicò alla lettura della sceneggiatura e del romanzo di Ledda. Per calarsi il più possibile in un personaggio lontano anni luce dalla sua personalità, prima dell'inizio delle riprese visse per una settimana come un comune pastore, "a contatto con l'aspra natura" e fra i greggi di pecore, e per parlare in sardo in modo credibile (nel film si doppiò da sé) ricorse all'aiuto di alcuni attori di Sassari. Ciononostante il suo impegno e la sua diligenza, dopo aver visionato la pellicola rivelò di non essere stato soddisfatto della sua prova recitativa: «Vedendomi mi detestavo, mi trovavo così diverso»... Non mancò comunque di esprimere il suo affetto e riconoscenza verso l'opera. Per le parti secondarie e di contorno furono ingaggiati sia attori professionisti che non professionisti. Tra i vari nomi Nanni Moretti nel ruolo di Cesare, il commilitone che aiuta Gavino a farsi una cultura. Moretti, che all'epoca aveva diretto un solo film, alcuni corti e mediometraggi, cercò di convincere i Taviani a impiegarlo come aiuto regista durante la lavorazione di Padre padrone, ma furono ferrei al riguardo, anche se poi riconobbero le qualità del giovane cineasta.

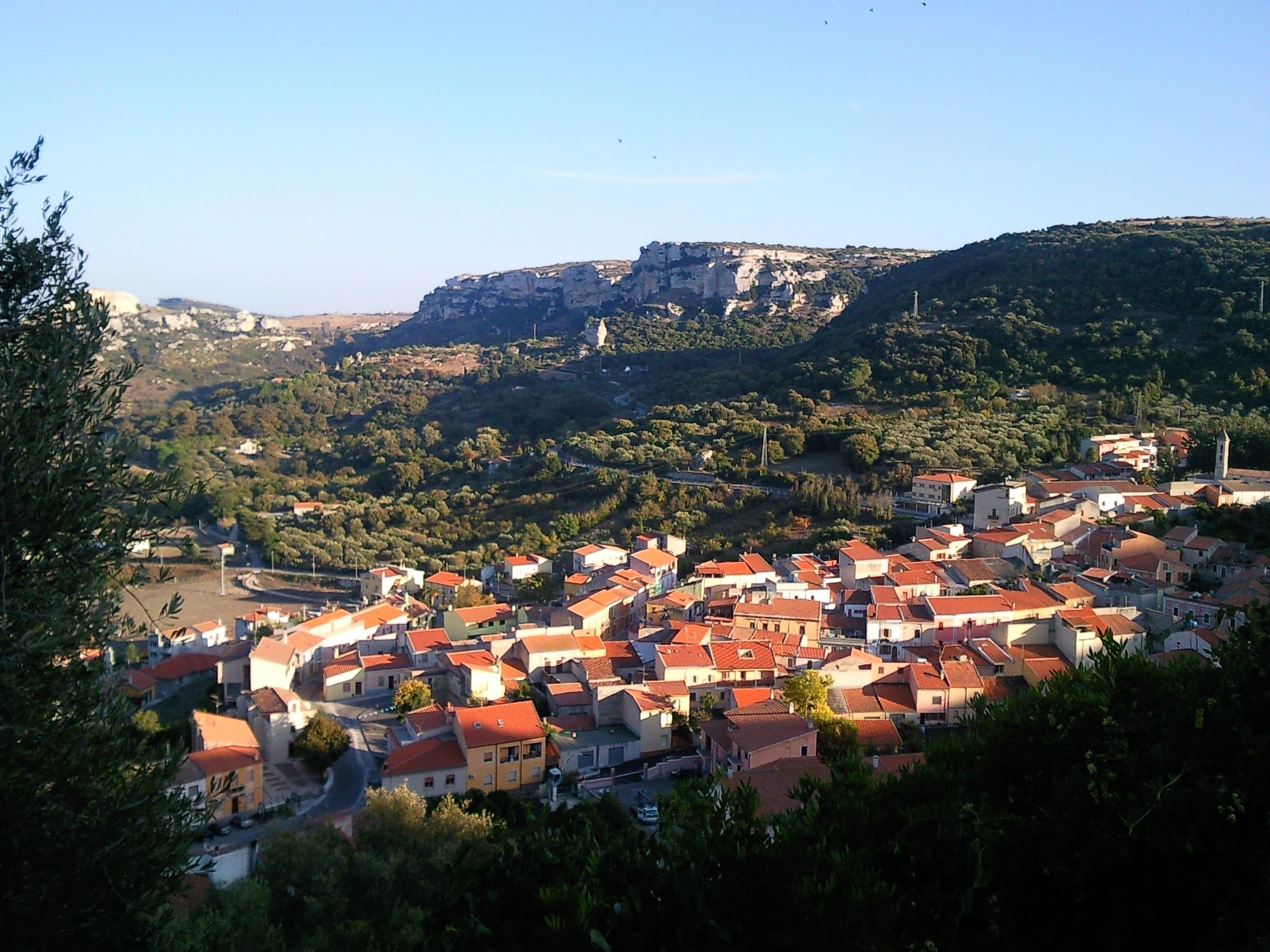
Il comune di Cargeghe nella provincia di Sassari, luogo principale delle riprese.

Per quanto concerne la selezione dei luoghi, Vittorio Taviani espresse che "per rendere l'idea della realtà bisognava modificarla". Cercarono dunque altri posti, tralasciando quelli in cui si svolse la vicenda di Gavino, e si trasferirono dall'originaria Siligo alla provincia di Sassari: «...oltre a mille esperienze indimenticabili, in Sardegna abbiamo trovato quel "paesaggio come palcoscenico" che inseguivamo da tempo, in quest'isola c'è un'infinita varietà di cieli, quindi di luci e di colori.» Molte scene furono girate nel paese di Cargeghe e nel territorio circostante. Riguardo invece alla scelta di far parlare gli attori col solo accento sardo dissero: «Abbiamo girato il film in italiano così come il libro è stato scritto in lingua "perché altrimenti nessuno lo avrebbe letto - come disse Ledda -, i sardi per primi, dal momento che il nostro dialetto subisce varianti di provincia in provincia"». Come di consueto per la lavorazione dei loro film, anche in Padre padrone i Taviani stabilirono in anticipo quali scene avrebbe girato Paolo e quali Vittorio: «Ci imponiamo di non interferire mai, - ha raccontato Paolo Taviani - nonché di avvertire tecnici e attori di non sbagliare interlocutore. Poi, però, il risultato è quello di un'opera unitaria, come se davvero ci fosse una sorta di telepatia tra noi: Paolo sa ciò che farà Vittorio e viceversa.»
Costato 280 milioni, Padre padrone era originariamente un film destinato alla televisione, venne difatti girato con una pellicola a 16 mm (poi evoluta a 35 mm per la distribuzione cinematografica) e prodotto da Giuliani De Negri per la rete 2 della Rai.

## Colonna sonora

### Album
Il settore musicale del film, curato da Egisto Macchi, contiene anche alcune tracce di opera classica e non, rielaborate e arrangiate dal compositore. L'album da 33 giri della colonna sonora venne distribuito da Messaggerie Musicali di Milano nel 1977:
Dove non specificato, la musica è composta da Egisto Macchi.
Lato A
1. Titoli – 2:06
2. Il Pipistrello – 4:00 (musica: Johann Strauss, adattata da Egisto Macchi)
3. I pensieri dei bambini – 2:50
4. Eva Giorgi – Un mattino vorrei – 3:10 (Egisto Macchi e Lamberto Macchi)
5. Sacre querce di Sardegna, addio – 2:01

Durata totale: 14:07
Lato B
1. La processione – 4:35 (musica: autore ignoto, adattata da Egisto Macchi)
2. Valzer nella notte – 1:28 (musica: Johann Strauss, adattata da Egisto Macchi)
3. Duetto – 3:48
4. La bandiera – 1:40
5. La voce della fisarmonica – 0:30
6. Corale per archi – 2:05

Durata totale: 14:06
(nel 1979 sette di queste tracce vennero raccolte in un album contenente alcune musiche del film Allonsanfàn, dalla durata complessiva di 00:43:00 minuti)

### Tracce non presenti nell'edizione
1. Concerto per clarinetto e orchestra - Scritta da Mozart, adattata da Egisto Macchi
2. Trink, trink, Brüderlein trink (canto popolare tedesco)

## Distribuzione e accoglienza
(Corriere della Sera - Stampa Sera, 10 settembre 1977)

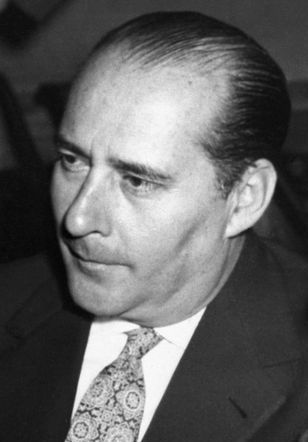
Il fermo parere di Roberto Rossellini (da sempre modello d'ispirazione per i Taviani) fu fondamentale per il riconoscimento a Cannes.

Ha raccontato Vittorio Taviani: «Doveva andare in onda in seconda serata su Raidue, senza passare per le sale. Ma i delegati del Festival di Cannes chiesero di presentarlo in concorso. Noi eravamo perplessi, ma ovviamente la Rai non poteva farsi scappare un'occasione simile...» Nel maggio del 1977 il film partecipò dunque al Festival di Cannes, che in quel periodo emergeva come la rassegna cinematografica più importante a livello internazionale, superando anche la mostra di Venezia, allora in crisi. La giuria dei critici di Cannes, all'inizio titubante ma poi indotta dall'irremovibile decisione del regista Roberto Rossellini che presiedeva la commissione (per l'unica volta nella sua vita - morì tre settimane dopo), assegnò al film la Palma d'oro e il premio FIPRESCI. Ciò creò subito scandalo, e non perché avesse vinto un film dal contenuto controverso, ma per il semplice fatto che fosse una pellicola prodotta dalla tv. Era inoltre la prima volta che un film televisivo partecipava in concorso e che vinceva entrambi gli ambiti riconoscimenti. A proposito della premiazione i registi ricordarono: «Noi non ci volevamo neanche venire, "ma che ci andiamo a fare", pensavamo. Chi facciamo salire sul tappeto rosso, le pecore?»... «Subito dopo quella vittoria ricevemmo molte proposte di copioni da tutta l'Europa. E tutte riguardavano padri che picchiavano i figli, figli che si ribellavano alla famiglia, insomma delle repliche molto lontane dai nostri interessi... al momento della vittoria l'emozione fu grande. E solo oggi abbiamo scoperto tutti i retroscena di quella Palma. I vertici del festival fecero opposizione in tutti modi, ma fu Rossellini ad impuntarsi». Saverio Marconi, dopo aver ricevuto la notizia della vittoria da uno dei Taviani, fu impossibilitato a recarsi a Cannes per la premiazione in quanto partecipante alla prima della manifestazione Maggio Musicale Fiorentino.
Nel mese di giugno fu presentato fuori concorso al Festival di Berlino, dove vinse L'Interfilm Grand Prix. Padre padrone ottenne quindi una risonanza internazionale, venne ovunque accolto con critiche favorevoli e segnò la consacrazione dei fratelli Taviani tra i registi di spessore. In Italia venne distribuito il 2 settembre del '77, nello stesso mese partecipò al Festival di New York e a ottobre al Festival internazionale di Chicago. Dalla rete televisiva italiana fu trasmesso la prima volta il 10 novembre del '78. Di seguito alcune date di uscita in vari paesi:
- Francia: Padre padrone, 21 settembre 1977
- Svezia: 28 settembre 1977
- Paesi Bassi: 3 novembre 1977
- Spagna: Padre patrón, 6 dicembre 1977
- Germania Est: Mein Vater, mein Herr, 17 dicembre 1977 (prima tv)
- USA: Father and Master, 23 dicembre 1977
- Finlandia: Isäni, herrani, 30 gennaio 1978 (prima tv) - 18 aprile 1980
- Turchia: Babam ve ustam, marzo 1978
- Germania Ovest: Mein Vater, mein Herr, 24 novembre 1978
- Belgio: 30 novembre 1978
- Giappone: 13 marzo 1979 (prima tv) - 31 luglio 1982
- Ungheria: Apámuram, 5 aprile 1979
- Portogallo: Padre padrone, 28 dicembre 1979
- Danimarca: Padre padrone, 18 novembre 1983

Nelle sale fu un successo. Il riscontro positivo del pubblico fu dovuto principalmente al tema trattato, ritenuto universale: la ribellione contro il potere patriarcale e quindi la lotta per la conquista della libertà. A evidenziarlo fu il fatto che, nella parte finale della pellicola, durante la sospirata scena della colluttazione tra padre e figlio, nei cinema partiva un lunghissimo applauso. Il film colpì anche il regista Martin Scorsese, che rivelò di averlo visto per due volte consecutive.
Le interpretazioni dei due protagonisti (allora entrambi quasi sconosciuti nel cinema) furono tanto convincenti che, dopo l'uscita del film, tutti pensavano che fossero realmente contadini sardi. Antonutti, precisando di essere totalmente diverso dal rude personaggio da lui interpretato, disse che per due anni rimase senza lavorare nel cinema poiché nessuno lo credeva un attore professionista e di conseguenza non veniva scritturato per altri ruoli.

### Incassi
Padre padrone si collocò al diciottesimo posto tra i film di maggiore incasso nella stagione 1977-1978. In Francia registrò la cifra record di 1 milione e mezzo di ingressi.
In tutto il mondo fu visto da circa un miliardo e mezzo di persone e,  stando alla notizia riportata all'epoca da l'Unità, in Italia registrò all'incirca 420.000 spettatori. Alcuni giornali come Repubblica riferirono che in Sardegna fu un insuccesso commerciale, anche se a detta de l'Unità il film nell'isola fu un trionfo, venne guardato da 150.000 spettatori e gli incassi furono altissimi: 64.032.000 lire a Cagliari; 17.897.000 lire a Sassari; 7.325.000 lire a Nuoro; 8.649.000 lire a Oristano; 4.449.000 lire ad Alghero; 2 milioni a Tempio Pausania e Macomer; 800.000 lire a Thiesi. Altrettanto positive le accoglienze al nord: 22.600 spettatori a Bologna e 3.300 a Venezia, contro i 3.700 di Ancona, i 68.000 di Roma, 4.000 di Napoli, 3.900 di Messina, 7.000 di Bari e 8.300 di Catania. Altissime visioni anche dal pubblico operaio e contadino nei locali popolari.

### Critica

Gavino Ledda, che nel film interpreta se stesso.

#### La reazione dei sardi
In Sardegna il film riscosse reazioni contrastanti. Se da alcuni intellettuali come Manlio Brigaglia e Giulio Angioni fu apprezzato senza riserve, altri, come Michelangelo Pira, Bachisio Bandinu e Francesco Masala, ritennero che il film raffigurasse la Sardegna in modo distorto. Anche Francesco Cossiga, allora ministro dell'Interno, non dimostrò apprezzamento verso il film quando fu presentato al Quirinale. Cossiga prese da parte Omero Antonutti rivelandogli che la pellicola non gli era piaciuta affatto. «Sa, noi sardi i panni sporchi preferiamo lavarli in famiglia. E siamo anche permalosi», gli disse. Molti lo descrissero addirittura come un film di una violenza gratuita, "falso e calunnioso", senza rispetto di nulla e con una caratterizzazione dei personaggi ("il padre violento", "la madre 'muta' che ride sempre”) assolutamente irreale. «Da noi c'è sempre e solo amore e tenerezza»... «Manca totalmente la nostra lingua, la musica e le tradizioni», affermarono alcuni.
Riguardo a queste polemiche, Antonutti ha in seguito spiegato che il film e il libro «sono due cose diverse. Siamo stati accusati dai sardi di non esserci posti in un'ottica che riflettesse i loro problemi, ma il vero problema che il film ha voluto affrontare è universale, è il problema dell'uomo, e non solo del sardo, che privato della cultura è anche privato della libertà»… «Questo ha rappresentato Padre padrone, e non il tentativo del continente di infangare la Sardegna...» «Il film poteva essere ambientato ovunque, non vi era nessuna analisi di un popolo, ma semplicemente del rapporto conflittuale tra un padre e un figlio. Insomma, un tema universale, tanto è vero che abbiamo ricevuto grandi consensi persino negli Stati Uniti, dove una donna mi ha confidato: “Questi scontri generazionali c'erano anche nelle nostre campagne, anche se al posto delle pecore dovevi badare a mucche e cavalli"». L'attore ha anche raccontato che in più di un'occasione venne invitato in Sardegna per raccontare la sua esperienza sul set, ma fu inondato di fischi e insulti.
Anche Vittorio Taviani, testimone in prima persona del plauso che il film ricevette all'estero, si è espresso in modo analogo ai commenti di Antonutti: «Noi, all'epoca, abbiamo sempre declinato l'invito ad intervenire sulla stampa isolana. Pensavamo che Padre padrone era stato girato in un momento particolare: in Sardegna si discuteva molto, a livello intellettuale, sulla lingua e l'identità sarda, e certo il nostro film non voleva e non poteva occuparsi di queste problematiche. Però, attraverso la storia di Gavino, abbiamo portato la Sardegna in tutto il mondo e, dappertutto, nei dibattiti che seguivano la proiezione, gli spettatori dicevano che la storia di Gavino era l'emblema della solitudine dell'uomo, e non solo del pastore sardo».

#### Il parere di Ledda
(Gavino Ledda)
Gavino Ledda, autore del romanzo a cui il film è ispirato, disse che la prima volta che lo vide rimase emozionato per i suoi grandi pregi, poi lo riguardò altre quattro volte studiandolo con attenzione anche nei minimi dettagli. Così notò vari difetti e discordanze dal suo libro, apparentemente marginali ma decisive, commentando che il film trattò con leggerezza molte cose importanti (come la violenza patriarcale), e che ai sardi alcune scene sarebbero potute apparire perfino grottesche, soprattutto nella prima parte della pellicola. Elogiò comunque il buon lavoro svolto dai registi, sottolineando che in alcune sequenze raggiunsero momenti di pura poesia, anche se a discapito di ciò criticò altre scene, come quella in cui il pastore rincorre il figlio per picchiarlo: un vero pastore sardo "ne perderebbe la dignità", espresse; poi quella della madre che, mentre avviene la colluttazione tra padre e figlio, non interviene e resta a cantare alla finestra; oppure la sequenza in cui il personaggio Sebastiano viene ucciso con un bastone per questioni d'onore, «un sardo uccide col fucile, la scure o la roncola. Mai con il bastone: si può anche sbagliare il colpo!». Ledda ci tenne a dichiarare inoltre che lui fu quasi estraneo alla lavorazione del film e non si recò mai sul set durante le riprese, anche se concesse un'ampia libertà ai due registi per elaborare l'adattamento dal romanzo, i Taviani vollero la sua collaborazione solo per girare quelle sequenze iniziali e quelle finali in cui lui, dietro le quinte, apre e chiude il racconto. «Credo che i Taviani abbiano fatto il loro lavoro con grande onestà e buona fede… ma a loro mancava la nostra cultura, potevano raggiungere i toni della tragedia e hanno scelto la farsa».

Un fotogramma del film: Efisio tiene il figlio tra le braccia, la posizione dei corpi ricorda la Pietà di Michelangelo. La scena commosse a tal punto Gavino Ledda che non poté evitare di piangere.

Restò comunque sorpreso e felice della vittoria a Cannes e, anche se con tono critico, commentò: «Ero molto soddisfatto che i francesi avessero capito il succo del film e prima ancora del libro. Questo nuovo riconoscimento mi rende ancor più felice. Purtroppo gli stranieri hanno dimostrato in questo modo di capire il nostro mondo più della stessa intellighenzia isolana... spero che questa vittoria possa considerarsi la vittoria di tutto il mondo pastorale subalterno e insieme del Terzo Mondo».

#### Altre critiche
Dopo la visione al Festival di New York, anche Janet Maslin, giornalista e critico del New York Times, stese una recensione positiva, definendolo "vivace e molto commovente", mentre Pauline Kael scrisse che ha "la bellezza della rabbia che è disciplinata senza perdere d'intensità". Recensioni favorevoli anche dallo staff della rivista Variety, da Philip French del quotidiano The Observer e da Anton Bitel di Eye For Film, che lo descrissero come un film "accurato, incisivo, dalle potenti metafore... privo di trionfalismo e sentimentalismo".
Certi revisori hanno trovato nel film, oltre al suo stile marcatamente teatrale, un palese richiamo al cinema neorealista: alcuni commenti lo hanno appunto etichettato come un "ritorno al neorealismo".
Paolo Mereghetti, che ha considerato il film uno tra i più originali e riusciti dei Taviani, l'ha selezionato nella raccolta Il grande cinema italiano: una storia orgogliosa e ha detto: «I Taviani raccontano con un realismo che rasenta qualche volta la crudezza [es. la scena "che mostra senza infingimenti" le pratiche zoofile]... non scelgono un registro epico o melodrammatico: scelgono uno stile molto piatto, realistico, documentario, quasi straniante, un po' Brechtiano... quello che vediamo nel film non ha nulla a che spartire con un'immagine un po' tradizionale né della Sardegna né della vita dei pastori… non c'è nessun tipo di cultura da difendere o da preservare dall'attacco della modernità, quello che vediamo è la vita quotidiana di tutti i giorni di chi è costretto a fare il pastore e vuole costringere a questa stessa vita anche i propri figli...»
Morando Morandini ha gradito le interpretazioni dei protagonisti e il comparto sonoro/musicale, scrivendo che Padre padrone è un "apologo sulla necessità di spezzare il potere autoritario e sul rifiuto del silenzio... pur con durezze didattiche e scorie intellettualistiche, è un film razionale e lucido che assomiglia al paesaggio sardo: ventoso e scabro, enigmatico e violento, soffuso di una luce che gli dà la nobiltà maestosa di un quadro antico..." Ha assegnato al film 4 stellette su 5 di valutazione. Gian Luigi Rondi su Il Tempo ha elogiato la pellicola, riportando che "è il film dei fratelli Taviani che Rossellini, premiandolo a Cannes con la Palma d'oro, ci ha lasciato in testamento come esempio di vero cinema. Da imitare, da difendere. Un film di severissimo impegno, stilisticamente meditato, qui addirittura prezioso, là secco e riarso, con salda concretezza..." Georges Sadoul ha espresso: "Da un libro molto bello scritto in prima persona da un pastore, analfabeta fino al servizio militare e divenuto poi professore di università, i Taviani hanno fatto un film completamente loro sui problemi della realizzazione dell'utopia, problemi che non hanno mai cessato di affrontare in tutta la loro opera. Il film è di una esemplare linearità nelle immagini - il che contribuì non poco al suo successo di pubblico - e di una grande ricchezza nella banda sonora..."
Sul sito Rotten Tomatoes il film detiene il 100% di giudizi positivi da parte della critica, con una valutazione media di 7.3/10 su 6 recensioni.

### La rivalutazione
A distanza di anni dal suo debutto, oggi Padre padrone si rivela alla vista dei sardi un'opera più comunicativa e meno critica. A testimoniarlo è stato Omero Antonutti, che per l'interpretazione del tirannico pastore fu molto inviso in Sardegna. In un'intervista, rispondendo alla domanda se il film gli avesse regalato più onori o più fastidi, ha detto: «Sinceramente più fastidi, soprattutto perché soltanto negli ultimi anni si è fatta una valutazione seria di questo film e di quello che i fratelli Taviani intendevano realmente raccontare. Di sicuro per me rimettere piede in Sardegna è stato molto faticoso. Da poco, tuttavia, sono tornato a Cagliari per intervenire a una tavola rotonda su Padre padrone e ho notato con gioia che il pubblico, composto in prevalenza da giovani, ha compreso perfettamente il senso della pellicola. Meraviglioso, certo. Ma ce n'è voluto di tempo». Nel 2012 l'associazione culturale L'Alambicco e La Macchina Cinema, con i comuni di Elmas e Monserrato, come simbolo di riconciliazione con l'attore, gli hanno attribuito un premio alla carriera.

## Riconoscimenti
- 1977 - Festival di Cannes
  - Palma d'oro
  - Premio FIPRESCI
- 1977 - Festival di Berlino
  - Grand Prix
- 1978 - David di Donatello
  - David speciale

- 1978 - Nastri d'argento
  - Miglior regia
  - Miglior attore esordiente a Saverio Marconi
- 1978 - BAFTA
  - Candidatura per il miglior attore - Saverio Marconi

## Retrospettive
Padre padrone è stato riproposto più volte nel corso degli anni, ad esempio nel novembre del 2001 è stato presentato a New York in una retrospettiva completa delle pellicole dirette dai Taviani, organizzata dal Museum of Modern Art e da Cinecittà Holding. L'evento è stato presentato come un omaggio alla "più grande coppia di registi dai tempi dei Lumière", il museo ha poi acquisito cinque film (San Michele aveva un gallo, Allonsanfàn, Padre padrone, La notte di San Lorenzo e Kaos) per inserirli nella sua collezione privata; nell'ottobre 2008 Padre padrone è stato proiettato anche durante il Pusan International Film Festival, insieme ad altre sette pellicole dei Taviani; nel 2011 in Russia durante il Festival di Mosca, e nell'aprile 2012 al cinema Trevi di Roma, insieme a Il prato e La notte di San Lorenzo. Poi nel marzo 2013 alla diciassettesima edizione del Sofia International Film Festival, assieme ad altre loro 11 opere, nel marzo 2014 nell'Amenic Cinema di Crema, e nel gennaio 2015, in occasione del Pegaso d'oro alla carriera assegnato ai due registi, è stato proiettato insieme a La notte di San Lorenzo nel Cinema Odeon di Firenze.